# 액량 온스
플루이드 온스(fluid ounce→액량 온스)는 영미 단위계에서 부피를 재는 단위이다. 1 영국 플루이드 온스는 28.4130625 밀리리터이고 1 컵의 1/10이며, 1 미국 플루이드 온스는 29.5735295625 밀리리터이고 1 컵의 1/8이다.